# Priming (Psychologie)
Der Begriff Priming beziehungsweise Bahnung bezeichnet in der Psychologie meist die Beeinflussung der Verarbeitung (Kognition) eines Reizes dadurch, dass ein vorangegangener Reiz implizite Gedächtnisinhalte aktiviert hat. Die Verknüpfung des Reizes mit speziellen Assoziationen im Gedächtnis, aufgrund von Vorerfahrungen geschieht häufig und zum allergrößten Teil unbewusst.
Solch ein bahnender Reiz kann ein Wort, ein Bild, ein Geruch, eine Geste oder Ähnliches sein. Der primende bzw. bahnende Reiz aktiviert bottom-up-Gedächtnisinhalte, die top-down bestimmen, wie schnell der nachfolgende Reiz verarbeitet wird, oder ob er korrekt erkannt wird, oder – bei uneindeutigen Reizen – auf welche Weise er interpretiert wird, oder sie beeinflussen den Gemütszustand oder nachfolgendes Verhalten. Das Konzept beruht auf der Aktivierungsausbreitung von Assoziationen.
In den letzten Jahren gab es in der Fachwelt eine intensive Debatte über die tatsächliche Wirksamkeit des Priming. Lediglich 25 Prozent der Studien konnten unabhängig bestätigt werden.

## Abgrenzung zu verwandten Effekten und Begriffen
In der Experimentalpsychologie spricht man allgemein von einem „Hinweisreiz“ (englisch cue), der bei einem Experiment der Versuchsperson anzeigt, dass ein „Zielreiz“ (engl. target) demnächst erscheint (ms-Bereich). Die Gestaltung des Hinweisreizes sollte hier also neutral sein, z. B. ein normal-großer schwarzer Balken, damit er seine Anzeige-Funktion erfüllen kann, sich aber sonst nicht auf die Reaktionsgeschwindigkeit oder Qualität der Reaktion auswirkt. Die Versuchsperson wird gebeten, den Cue zu ignorieren. Prime-Reize sind demnach eine Art spezielle Hinweisreize. Diese sollen zwar von der Versuchsperson ignoriert werden, was ihr aber aufgrund der Gestaltung des Primes nicht möglich ist. Beispiel: Die Person soll mit einer linken und rechten Taste auf linke und rechte Pfeile reagieren (target), die Primes sind auch Pfeile, die nach links oder rechts zeigen. Diese Ähnlichkeit beeinflusst die Reaktion maßgeblich.
Wenn der Prime lange genug präsentiert wird, ist er der bewussten Wahrnehmung zugänglich. Kann der Prime nicht bewusst wahrgenommen werden, so nennt man ihn unterschwellig. Unterschwellige Primes können dennoch eine Wirkung erzielen (subliminale Wahrnehmung).
Morphologisches Priming bezieht sich auf Primingeffekte bei kleinsten linguistischen Einheiten.
Der Framing-Effekt  besagt, dass unterschiedliche Formulierungen einer Botschaft – bei gleichem Inhalt – das Verhalten des Empfängers unterschiedlich beeinflussen.

## Allgemeine Arten von Priming
Es gibt viele spezielle Ausprägungen des allgemeinen Priming-Konzepts.

### Positives versus negatives Priming
Eine Unterscheidung ist beispielsweise danach möglich, ob der Prime die Verarbeitung des nachfolgenden Reizes beschleunigt oder verzögert, die korrekte Identifizierung verbessert oder verschlechtert. Im jeweils ersten Fall spricht man von positivem, im zweiten Fall von negativem Priming.
Die Unterscheidung nach positiver Wirkung bzw. negativer Wirkung lässt sich auf die anderen genannten Priming-Arten übertragen. So beim Semantischen Priming: Semantisch verwandte Wörter führen zu Bahnungseffekten (niedrigere Reaktionszeit, weniger Fehler), semantisch nicht verwandte Wörter hingegen führen eher zu Hemmungseffekten.
- Wird die Verarbeitung nachfolgender Reize beeinflusst, weil vom vorangegangenen, „primenden“ Reiz Gefühlszustände aktiviert wurden, spricht man von affektivem Priming.
- Semantisches Priming geschieht über die Aktivierung von begrifflichen Assoziationen, beispielsweise über Wortfelder.
- Response Priming ist eine Form des Priming mit sehr schnell aufeinander folgenden Reizen, die jeweils mit motorischen Antwortalternativen verknüpft sind. Response Priming ist besonders geeignet, um den Einfluss von kaum oder nicht bewusst wahrnehmbaren Reizen zu untersuchen.
- Die Medienwirkungsforschung bezeichnet Priming-Effekte, die im Kontext der Massenmedien bestimmte Verhaltens- oder Einstellungsänderungen erklären, als Medien-Priming.
- In allen nachfolgend beschriebenen Experimenten wurden die Versuchsteilnehmer beeinflusst, ohne dass sie es bemerkten.

### Beispiele aus der Wahrnehmungspsychologie
- Stephen Palmer zeigte 1975 seinen Versuchspersonen sehr kurz das Bild eines Objektes (zum Beispiel einen Brotlaib, einen Briefkasten oder eine Trommel), das sie in 40 % der Fälle korrekt identifizierten. Sahen sie jedoch zuvor das Bild einer Küche, stieg die korrekte Identifizierung des Brotlaibes auf 80 %, jedoch nicht von Objekten, die nicht in ein Küchenbild passen.[5]
- Murphy und Zajonc (1993) zeigten ihren Probanden für 4 Millisekunden entweder das Bild eines freundlichen, eines neutralen oder eines verärgerten Gesichtes.[6] Anschließend sollten die Versuchspersonen chinesische Schriftzeichen bewerten. Die Art des Gesichtes hatte einen erheblichen Einfluss auf die Bewertung der Schriftzeichen. So führte ein freundliches Gesicht beispielsweise dazu, dass die Probanden die Schriftzeichen als positiver bewerteten.[7] Siehe Lai, Hagoort und Casasanto (2012) für eine alternative Erklärung.[8]

### Beispiele aus der Sozialpsychologie
Seit den späten Neunzigerjahren demonstrierten zahlreiche sozialpsychologische Studien Effekte von Priming auf (soziales) Verhalten. Allerdings konnten viele der besonders aufsehenerregenden Befunde in Replikationsstudien von unabhängigen Forschungsteams nicht bestätigt werden (s. auch Replikationskrise).
- Auf das Thema „Geld“ geprimte Menschen sind individualistischer als die Kontrollgruppe.[9] Sie arbeiten länger an schwierigen Aufgaben, bevor sie um Hilfe bitten; sie sind weniger hilfsbereit und sie sind lieber allein.[11][12] Effekte dieses Geld-Primings konnten allerdings in unabhängigen Replikationsstudien nicht bestätigt werden.[13]
- Auf das Thema „Altern“ geprimte Menschen bewegen sich langsamer.[14] Auch dieser Effekt konnte nicht in unabhängigen Replikationsstudien bestätigt werden.[15]
- Menschen, die sich fünf Minuten langsam bewegt haben, erkennen Wörter besser, die mit dem Thema „Altern“ assoziiert werden.[16]
- Wer sich an ein beschämendes Erlebnis erinnert, bekommt das Bedürfnis, sich zu waschen.[17] Dieser Effekt konnte nicht in unabhängigen Replikationsstudien bestätigt werden.[18]
- Wird man auf das Thema „Angst vor dem Sterben“ (Mortalitätssalienz) geprimet, ist man empfänglicher für autoritäre Ideen.[19] Die Effekte von Mortalitätssalienz konnten allerdings nicht in unabhängigen Replikationsstudien bestätigt werden.[20]
- Ein Experiment von Bargh und Pietromonaco ergab, dass Versuchspersonen eine ambivalente Aussage (zum Beispiel „Ein Vertreter klopfte, aber Donald ließ ihn nicht herein.“) emotional als feindseliger bewerteten, wenn sie subliminal durch emotional feindselig gefärbte Begriffe (zum Beispiel „Beleidigung“, „unfreundlich“) geprimet wurden.[21]
- Die Reihenfolge von Fragen bei Interviews oder auf Fragebögen kann das Ergebnis beeinflussen: Fritz Strack et al. legten einer Gruppe von Versuchspersonen einen Fragebogen vor, in denen folgende Fragen vorkamen:

– „Wie glücklich sind Sie zur Zeit?“
– „Wieviele Verabredungen hatten Sie im vergangenen Monat?“
Zwischen den Antworten auf diese Fragen gab es in dieser Fragereihenfolge (allgemein/spezifisch) keinerlei Zusammenhang. Einer anderen Gruppe legten sie denselben Fragebogen vor, in dem nur die Reihenfolge dieser beiden Fragen vertauscht war (spezifisch/allgemein). Jetzt gab es einen hohen Zusammenhang mit einem Korrelationskoeffizienten von 0,66.